# Dorota Jadczak
Dorota Stanisława Jadczak – polska inżynier, profesor nauk rolniczych.

## Życiorys
W 1985 ukończyła studia rolnicze w Akademii Rolniczej Płowdiwie, w 1997 obroniła pracę doktorską pt. Wpływ niektórych zabiegów agrotechnicznych na wielkość i jakość plonu nasion buraka ćwikłowego, której promotorem był prof. Marian Orłowski, w 2005 habilitowała się. W 2015 uzyskała tytuł profesora nauk rolniczych.
Pracuje w Zachodniopomorskim Uniwersytecie Technologicznym w Szczecinie, oraz należy do Rady Dyscyplin Naukowej - Rolnictwa i Ogrodnictwa ZUT.